# (27009) 1998 FB11
1998 أف بي 11 (ويعرف أيضًا باسم (27009) 1998 أف بي 11 وفق تسمية الكوكب الصغير) (بالإنجليزية: 1998 FB11)‏ هو كويكب ضمن حزام الكويكبات؛ وترتيبه 27009 من حيث الاكتشاف.
اكتُشف هذا الجُرم الفلكي بواسطة OCA–DLR Asteroid Survey ‏ في 25 مارس 1998.

## وصلات خارجية
- (27009) 1998 FB11 في قاعدة بيانات مختبر الدفع النفاث لأجرام النظام الشمسي الصغيرة

- الاكتشاف · مخطط المدار ·  العناصر المدارية · المعلمات المادية

- (27009) 1998 FB11 على موقع ويكي سكاي: DSS2, SDSS, GALEX, IRAS, Hydrogen α, X-Ray, Astrophoto, Sky Map, Articles and images